# Copa da Escócia de 2007–08
A Copa da Escócia de 2007-08 foi a 123º edição do torneio mais antigo do futebol da Escócia. O campeão foi o Rangers F.C., que conquistou seu 32º título na história da competição ao vencer a final contra o Queen of the South F.C., pelo placar de 3 a 2.

## Premiação
| Copa da Escócia de 2007-08        |
| Escócia                           |
| --------------------------------- |
| Rangers F.C. Campeão (32º título) |